# Пономаренко Іван Володимирович
Іван Володимирович Пономаренко (нар. 10 травня 1998, Оріхове, Автономна Республіка Крим, Україна) — український футболіст, воротар футбольного клубу «Поділля».

## Життєпис
Вихованець юнацької академії «Дніпра» з однойменного міста. З 2016 року розпочав тренуватися з першою командою, проте грав виключно за юнацьку і молодіжну команду клубу.
У сезоні 2017/18 став одним з основних голкіперів «Дніпра», який виступав уже не в УПЛ, як зазвичай, а в другій українській лізі, що було пов'язано зі скрутним фінансовим становищем клубу, внаслідок якого у складі грали вихованці юнацької та молодіжної команд.
У 2019 році перебував у рідному анексованому Росією Криму, де виступав в аматорському Відкритому чемпіонаті Криму під егідою Республіканської Федерації футболу Криму за команди «Кримтеплиця-2» (1 матч, 1 пропущений гол) та «Уютне» (7/−19). Сам футболіст коментує це так:
|  | Справа в тому, що після «Дніпра» я отримав травму і я не мав грошей, щоб зробити операцію в Україні. І команди на той момент не було, «Дніпро» тоді грав у найнижчій лізі. Саме тому я мав варіант зробити операцію в Криму, де я живу, де мої батьки. Я зробив операцію там, але реабілітолога там не було. Мені зателефонували з «Кримтеплиці» та сказали, що їм потрібен воротар. На допомогу просто для тренувань. Я сказав, що не гратиму в чемпіонаті, а вони відповіли, що просто головне, щоб ти був присутній. І ось я жодного матчу не зіграв, просто тренувався та відновлювався. |

У 2020 році став бронзовим призером чемпіонату Таджикистану в складі «ЦСКА-Памір» — в рамках даного турніру зіграв 18 матчів, а в розіграші національного кубка провів один поєдинок.
У березні 2021 року підписав контракт з друголіговим клубом «Буковина» (Чернівці), за який виступав до завершення того ж року та провів 29 офіційних матчів у всіх турнірах.
У січні 2022 року став гравцем ФК «Львів», який виступав в Українській прем'єр-лізі. Контракт воротаря з «левами» був розрахований на 2,5 роки. У Прем'єр-лізі дебютував 25 вересня 2022 року вийшовши на поле в стартовому складі в переможному (1:0) виїзному поєдинку проти ФК «Минай».
У лютому 2023 року підписав контракт (за схемою 1+1) з клубом «Ворскла» (Полтава), проте підписання футболіста, який брав участь у змаганнях в окупованому Росією Криму, викликало негативну реакцію вболівальників полтавчан. Внаслідок цього «Ворскла» невдовзі розірвала контракт із гравцем, а Іван так і не провів жодної офіційної гри в її складі.
У липні 2023 року повернувся у «Буковину», яка виступає вже в першій українській лізі. 5 квітня 2024 року Іван провів 50-й офіційний матч у складі чернівчан.

## Досягнення
- Бронзовий призер чемпіонату Таджикистану: 2020

## Статистика
Станом на 1 липня 2024 року
| Сезон     | Команда               | Чемпіонат           | Чемпіонат | Чемпіонат | Кубок | Кубок | Кубок |
| Сезон     | Команда               | Змаг.               | Матчі     | Голи      | Змаг. | Матчі | Голи  |
| --------- | --------------------- | ------------------- | --------- | --------- | ----- | ----- | ----- |
| 2015—2016 | «Дніпро» (Дніпро)     | Прем'єр-ліга (U-19) | 1         | −0        | —     | —     | —     |
| 2016—2017 | «Дніпро» (Дніпро)     | Прем'єр-ліга (U-19) | 8         | −14       | —     | —     | —     |
| 2016—2017 | «Дніпро» (Дніпро)     | Прем'єр-ліга (U-21) | 5         | −2        | —     | —     | —     |
| 2017—2018 | «Дніпро» (Дніпро)     | Друга ліга          | 15        | −12       | КУ    | 1     | −2    |
| 2019—2020 | «ЦСКА-Памір»          | Вища ліга           | 18        | −25       | КТ    | 1     | −3    |
| 2020—2021 | «Буковина» (Чернівці) | Друга ліга          | 12        | −15       | —     | —     | —     |
| 2021—2022 | «Буковина» (Чернівці) | Друга ліга          | 15        | −12       | КУ    | 2     | −1    |
| 2022—2023 | «Львів»               | Прем'єр-ліга        | 4         | −8        | —     | —     | —     |
| 2022—2023 | «Ворскла» (Полтава)   | Прем'єр-ліга        | 0         | 0         | —     | —     | —     |
| 2023—2024 | «Буковина» (Чернівці) | Перша ліга          | 26        | −28       | КУ    | 1     | −1    |

| Клуб         | Матчі     | Матчі | Матчі  | Матчі     | Пропущено м'ячів | В сер. за матч |
| Клуб         | Чемпіонат | Кубок | Всього | «На нуль» | Пропущено м'ячів | В сер. за матч |
| ------------ | --------- | ----- | ------ | --------- | ---------------- | -------------- |
| «Дніпро»     | 15        | 1     | 16     | 7         | 14               | 0,88           |
| «ЦСКА-Памір» | 18        | 1     | 19     | 3         | 28               | 1,48           |
| «Львів»      | 4         | 0     | 4      | 1         | 8                | 2,0            |
| «Буковина»   | 53        | 3     | 56     | 23        | 57               | 1,02           |
| Всього       | 90        | 5     | 95     | 34        | 107              | 1,13           |

## Особисте життя
Одружений, виховує сина.